# Гуго VI де Лузиньян
Гуго́ VI де Лузинья́н (Гуго Дьявол; фр. Hugues VI le diable de Lusignan; ок. 1039 — 1110), также известен под прозвищем Коричневый, сеньор де Лузиньян и де Куэ с 1060 года, граф де Ла Марш с 1091 года, сын Гуго V Благочестивого и Альмодис де Ла Марш.

## Биография

### Правление
Гуго VI заявил претензии на графство Ла Марш и начал войну за наследование. Захватить графство ему не удалось, и борьба Лузиньянов за это владение продолжалась до самого конца XII века.
Прозвище «Дьявол» Гуго получил от монахов аббатства Сен-Мексан. Гуго VI, несмотря на свою набожность, постоянно конфликтовал с этим аббатством. Дело дошло до того, что в их распрю пришлось вмешаться герцогу Аквитании, епископам Пуатье и Сента, и даже папе Пасхалию II.
В 1086 году Кастилия начала войну с Альморавидами. Графу Беренгеру Рамону II Барселонскому, который приходился Гуго единоутробным братом — см. Альмодис де Ла Марш, также угрожало нападение Альморавидов. Гуго VI, совместно с другим своим единоутробным братом графом Раймундом IV Тулузским, отправился в Испанию на помощь графу Барселоны и в 1087 году участвовал в осаде Туделы.
Гуго, вместе с упомянутыми братьями Раймундом и Беренгером Рамоном, участвовал в первом крестовом походе. Принял участие и в крестовом походе 1101 года. В 1102 после Пасхи отплыл из Святой Земли обратно во Францию, но его корабль попал в шторм, был поврежден, и Гуго пришлось вернуться. Сойдя на берег, он получил призыв о помощи от короля Иерусалимского Бодуэна I, и отправился вместе с ним отражать египетское вторжение. Погиб 18 мая 1102 года во второй битве при Рамле. По другой версии не погиб, а был взят в плен, затем освобожден и в конце 1103 года вернулся на родину. где и умер. Хроника аббатства Сен-Мексан сообщает о его смерти в 1110 году.

### Семья и дети
Жена: (с 1084/1095) Ильдегарда де Туар (ум. после 1099), дочь Эмери IV, виконта де Туара и Оренгарды де Молеон. Имели несколько детей, в том числе:
- Гуго VII Коричневый (до 1090[5] — ок. 1151), сеньор де Лузиньян и граф де Ла Марш (1102/1110—ок. 1151);
- Роргон (ум. после 1106)
- Иоланда, замужем за Эмери, сиром де Перюссом